# Dasua
Dasua (o Dasuya) è una città dell'India di 20.118 abitanti, situata nel distretto di Hoshiarpur, nello stato federato del Punjab. In base al numero di abitanti la città rientra nella classe III (da 20.000 a 49.999 persone).

## Geografia fisica
La città è situata a 31° 49' 6 N e 75° 39' 35 E e ha un'altitudine di 239 m s.l.m..

## Società

### Evoluzione demografica
Al censimento del 2001 la popolazione di Dasua assommava a 20.118 persone, delle quali 10.476 maschi e 9.642 femmine. I bambini di età inferiore o uguale ai sei anni assommavano a 2.169, dei quali 1.205 maschi e 964 femmine. Infine, coloro che erano in grado di saper almeno leggere e scrivere erano 15.283, dei quali 8.228 maschi e 7.055 femmine.